# Buenos Aires English High School
Buenos Aires English High School, también conocido por su abreviación "BAEHS" es un colegio bilingüe argentino ubicado en el barrio de Belgrano (Buenos Aires). La institución fue fundada en 1884 por Alexander Watson Hutton, considerado el "padre" del fútbol argentino.
Watson Hutton había nacido en Escocia y emigrado a la Argentina en 1882. El primer colegio donde él trabajó fue el Saint Andrew's Scots School, donde se desempeñó como director por 2 años. Hutton creía que los deportes eran un parte fundamental de la educación de los niños. Sin embargo, él renunciaría a su cargo poco tiempo después debido a que St. Andrew's (cuyo equipo de fútbol sería posteriormente el primer campeón de fútbol argentino en 1891), no tenía fondos para adquirir terrenos donde practicar deportes, lo cual Hutton consideraba un componente esencial de sus métodos de enseñanza.

## Historia

### El comienzo
Después de dejar St. Andrew's, Watson Hutton decidió crear un instituto de educación propio donde poner en práctica sus métodos, con una especial predilección por el fútbol. Así, el Buenos Aires English High School fue fundado el 1 de febrero de 1884, primeramente ubicado en la calle Perú del microcentro porteño. El colegio luego se mudaría a su definitiva ubicación del barrio de Belgrano, en 1906. Hutton dejaría la dirección del mismo en 1910.
Bajo su mandato, el colegio incentivó la práctica de deportes entre sus estudiantes. Cricket, natación, tenis, esgrima, boxeo fueron algunas de las actividades que se incorporaron, además del fútbol, por el cual él sentía una predilección especial.

### La leyenda de Alumni
Para comenzar con la práctica del fútbol en Argentina, Hutton trajo a un colaborador suyo, el escocés William Watters, para entrenar a los jóvenes en la enseñanza de este deporte. Algunas fuentes la adjudican a Watters haber traído la primera pelota de fútbol a la Argentina, proveniente desde Gran Bretaña.
El colegio inscribió un equipo de fútbol que participó en el torneo de Primera División de 1893, organizado por la recientemente creada Asociación del Fútbol Argentino. Dos años más tarde repetiría su participación en el certamen.
En 1898 el ministro de Justicia y Educación estableció que la práctica de ejercicio físico debía ser obligatoria para todos los programas de escuelas en la Argentina. Más aún, se requería que cada colegio creara un club deportivo cuyos equipos estuvieran integrados por alumnos y exalumnos de la institución. En consecuencia, el BAEHS fundó su club, "Club Atlético English High School" el 3 de octubre de 1898. Su primer campo de deportes se estableció en Coghlan (Buenos Aires), cerca de la estación del ferrocarril. Allí se practicaban las actividades físicas tal como habían sido estipuladas por el Ministerio.
En 1901, el BAEHS pasó a jugar en divisionales menores mientras que paralelamente se creó un nuevo club denominado "Club Alumni".
Alumni ganó 9 campeonatos de Primera División, 2 Copa de Honor Municipalidad de Buenos Aires, y 3 Copa de Competencia Jockey Club en el plano local. Los títulos internacionales, incluyen 6 Tie Cup y 1 Copa de Honor Cousenier.
Cabe destacar que muchos alumnos  del colegio fundarían el club Estudiantes de La Plata, cuyos colores son un homenaje al colegio.
Alumni jugó su último torneo en 1911, disolviéndose oficialmente en 1913, aunque el equipo se reuniría ocasionalmente para jugar algunos partidos amistosos.

### El legado perdura
Cuarenta años después del último campeonato jugado por Alumni, un grupo de exalumnos del colegio decidieron honrar el legado de aquel equipo, pero a través del rugby, para mantener el espíritu amateur de la institución (puesto que el rugby, a diferencia del fútbol por aquel entonces, no era una actividad profesional).  Esos jóvenes le solicitaron al BAEHS autorización para utilizar el nombre "Alumni" la cual fue concedida de inmediato. El nuevo club fue fundado en diciembre de 1951 bajo el nombre "Asociación Alumni", y debutando en los torneos de la Unión de Rugby de Buenos Aires en la temporada siguiente.
El equipo de rugby adoptó los mismos colores que su predecesor de fútbol (rojo y blanco), habiendo ganado a la fecha 5 títulos URBA y 1 Nacional de Clubes.